# Sainte-Anne-de-Bellevue
Pour les articles homonymes, voir Sainte-Anne et Bellevue.
Sainte-Anne-de-Bellevue est une ville située à l'extrémité ouest de l'agglomération de Montréal au Québec (Canada).

## Histoire
Le secteur qui correspond à la ville de Sainte-Anne-de-Bellevue porte à la fois le nom algonquin Tiotenactokte (« Ici sont les derniers encampements ») et le nom iroquois Skanawetsy (« eaux vives ») lorsque les premiers européens y débarquent au XVIIe siècle. Les autochtones empruntent ce chemin pour le commerce des fourrures, mais ils profitent aussi de la faune et de la flore du territoire. La dénomination rappellerait, suivant Hormisdas Magnan, en premier lieu, l'intervention de la mère de Marie qui a sauvé, en 1712, d'une violente tempête de neige le sulpicien René-Charles de Breslay (1658-1735), curé de l'endroit de 1703 à 1719. Le nom Bellevue évoque l'arrière-fief de Bellevue, concédé à Louis de Berthé, sieur de Chailly et à son frère Gabriel, sieur de La Joubardière en 1672.

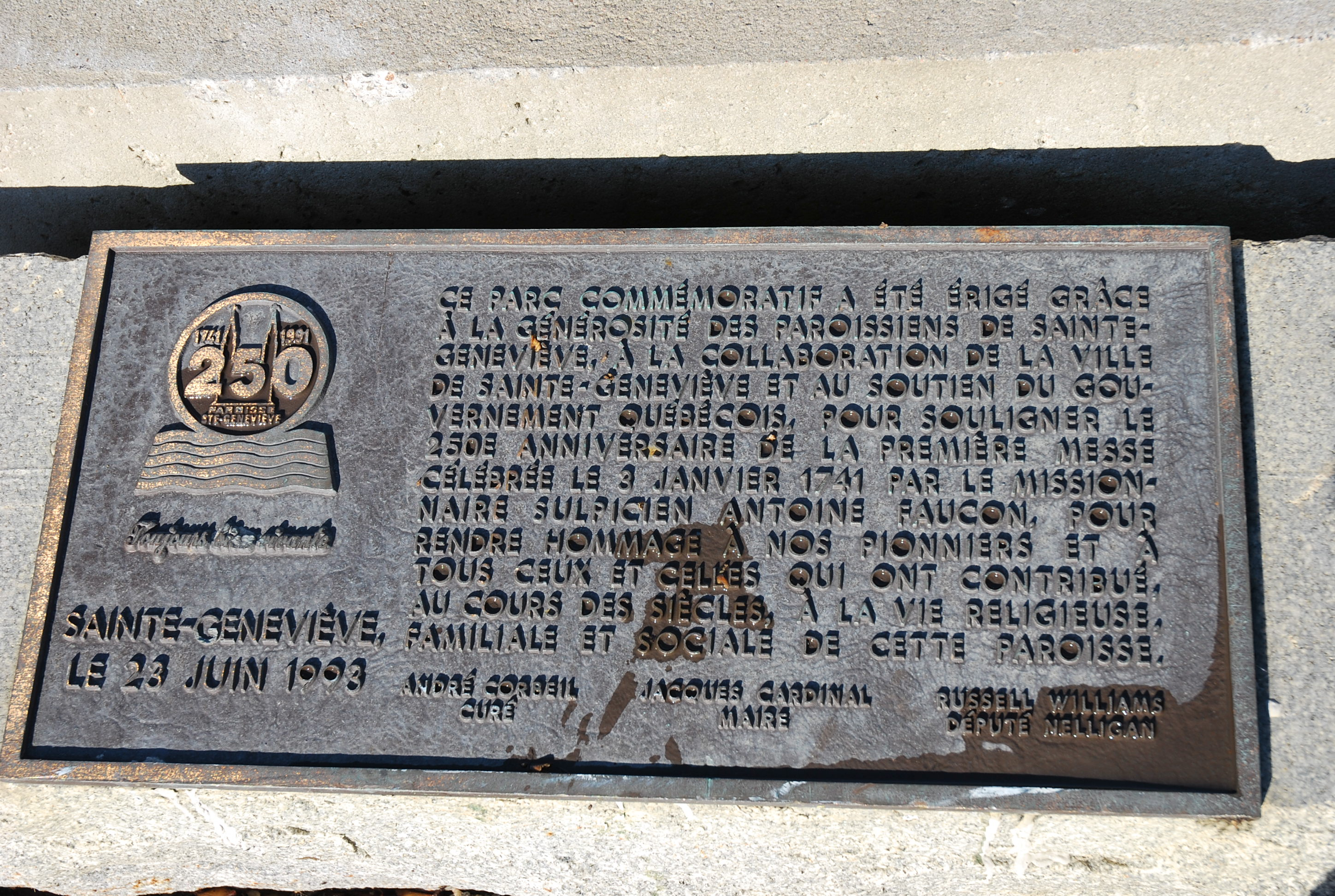
Plaque commémorant la première messe des Sulpiciens à Sainte-Anne-de-Bellevue

Les Sulpiciens deviennent propriétaires de ce territoire, un attrayant lieu de traite, qu'ils nomment Haut de l'Isle (ou Bout de l'Isle). Ils concèdent les premières terres de la mission, appelée Mission Saint-Louis à des nobles et des militaires pour assurer la protection contre les attaques iroquoises. La Mission est découpée en fiefs entre 1672 et 1680 parmi lesquels le fief Bellevue, arrêt obligé à cause des rapides entre l'île Perrot et la rive. 
Après la signature de la Grande Paix en 1701, l'établissement se consolide. Une chapelle votive dédiée à Sainte-Anne est achevée en 1711. En 1714, la Mission Saint-Louis est renommée Sainte-Anne. Elle forme le dernier arrêt des traiteurs avant les périlleuses forêts de l'ouest.
Parallèlement, les premières marques d'implantation villageoises sont réalisées dans la paroisse Sainte-Anne-du-Bout-de-l'Île, sur les berges à proximité des rapides et autour de l'église.
Des intérêts privés érigent une première écluse en 1816 dans la partie est du chenal de Vaudreuil pour en faciliter le commerce. Des commerçants de la région signent une pétition en faveur de la construction d'une écluse publique. Cette seconde écluse est inaugurée en 1843. Elle accroît le transport des marchandises et des plaisanciers par bateau-vapeur, de même que l'accessibilité et l'importance du quartier. En 1845, le Village de Sainte-Anne-du-Bout-de-l'Île, peuplé d'agriculteurs et de navigateurs, devient municipalité civile et ses limites s'étendent sur un mille sur les rives de la rivière des Outaouais et sur un demi-mile de profondeur dans les terres.

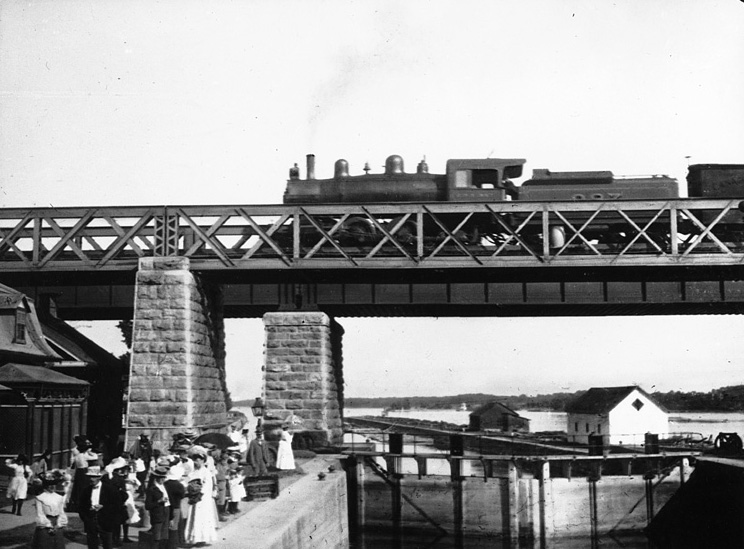
Train franchissant le pont au-dessus du canal de Sainte-Anne-de-Bellevue, 1904

Dans la deuxième moitié du XIXe siècle, le développement du chemin de fer et du transport maritime entraînent la construction de bâtiments de plus grande échelle, en brique, pierre ou stuc dans l'est de la municipalité. Le paysage économique se transforme par la construction du pont du Grand Tronc à Sainte-Anne en 1855, entreprise de sciage. À cette époque, la Maison de la Baie d'Hudson occupe une ancienne propriété de la Compagnie du Nord-Ouest, et s'en sert pour le commerce et l'entreposage de fourrures.
Pour répondre aux besoins de la population, la petite chapelle de la paroisse est agrandie jusqu'à ce qu'une nouvelle église Sainte-Anne soit érigée juste à côté en 1850. 
Sainte-Anne-de-Bellevue est constituée en ville en 1895, et compte désormais ses propres règlements municipaux. À partir des années 1910, d'importants travaux d'urbanisation et de services publics (poste de pompier, hôtel de ville) sont réalisés. Dans cette foulée, les bâtiments qui signent l'identité visuelle du secteur apparaissent : l'école d'agriculture de l'Université McGill nommée Campus MacDonald, l'Hôpital Sainte-Anne des anciens combattants de la Première Guerre mondiale et le magasin D'Aoust et cie.
Sainte-Anne-de-Bellevue a été fusionnée à Montréal en 2002 lors de la vague de fusions de cette même année pour former l'arrondissement L'Île-Bizard—Sainte-Geneviève—Sainte-Anne-de-Bellevue, mais reprit son statut de ville à la suite d'un référendum permis par la loi 9 le 1er janvier 2006.

## Géographie
Sainte-Anne-de-Bellevue est située au confluent du lac des Deux Montagnes et du lac Saint-Louis, sur la rive gauche des rapides de Sainte-Anne. Elle occupe la pointe ouest de l'île de Montréal. La municipalité prend la forme d'un rectangle irrégulier entourant au nord la ville voisine de Baie-D'Urfé. Elle est bornée au nord-ouest par Senneville et au nord-est par Pierrefonds-Roxboro.

## Démographie
| 1966  | 1971  | 1976  | 1981  | 1986  | 1991  |
| ----- | ----- | ----- | ----- | ----- | ----- |
| 5 334 | 4 980 | 3 738 | 3 981 | 4 140 | 4 030 |

| 1996  | 2001  | 2006  | 2011  | 2016  | 2021  |
| ----- | ----- | ----- | ----- | ----- | ----- |
| 4 700 | 5 062 | 5 197 | 5 073 | 4 958 | 5 027 |

## Administration
Les élections municipales se font par bloc et suivant six districts électoraux. 
|            | 2013-2017                               |
| Maire      | Paola L. Hawa                           |
| District 1 | Dana Chevalier                          |
| District 2 | Ryan Young                              |
| District 3 | Andrée Deschamps (2015)/ Francis Juneau |
| District 4 | Daniel Boyer                            |
| District 5 | Yvan Labelle                            |
| District 6 | Michel Boudreault                       |

Le territoire de Sainte-Anne-de-Bellevue fait partie de la circonscription électorale québécoise de Jacques-Cartier,.
| Sainte-Anne-de-Bellevue Maires depuis 2005                                                                           |               |         |          |
| Élection | Maire         | Qualité | Résultat |
| 2005 | Bill Tierney  |         | Voir     |
| 2009 | Francis Deroo |         | Voir     |
| 2013 | Paola L. Hawa |         | Voir     |
| 2017 | Paola L. Hawa | Voir    |          |
| 2021 | Paola L. Hawa | Voir    |          |
| Élection partielle en italique Depuis 2005, les élections sont simultanées dans toutes les municipalités québécoises |               |         |          |

## Urbanisme

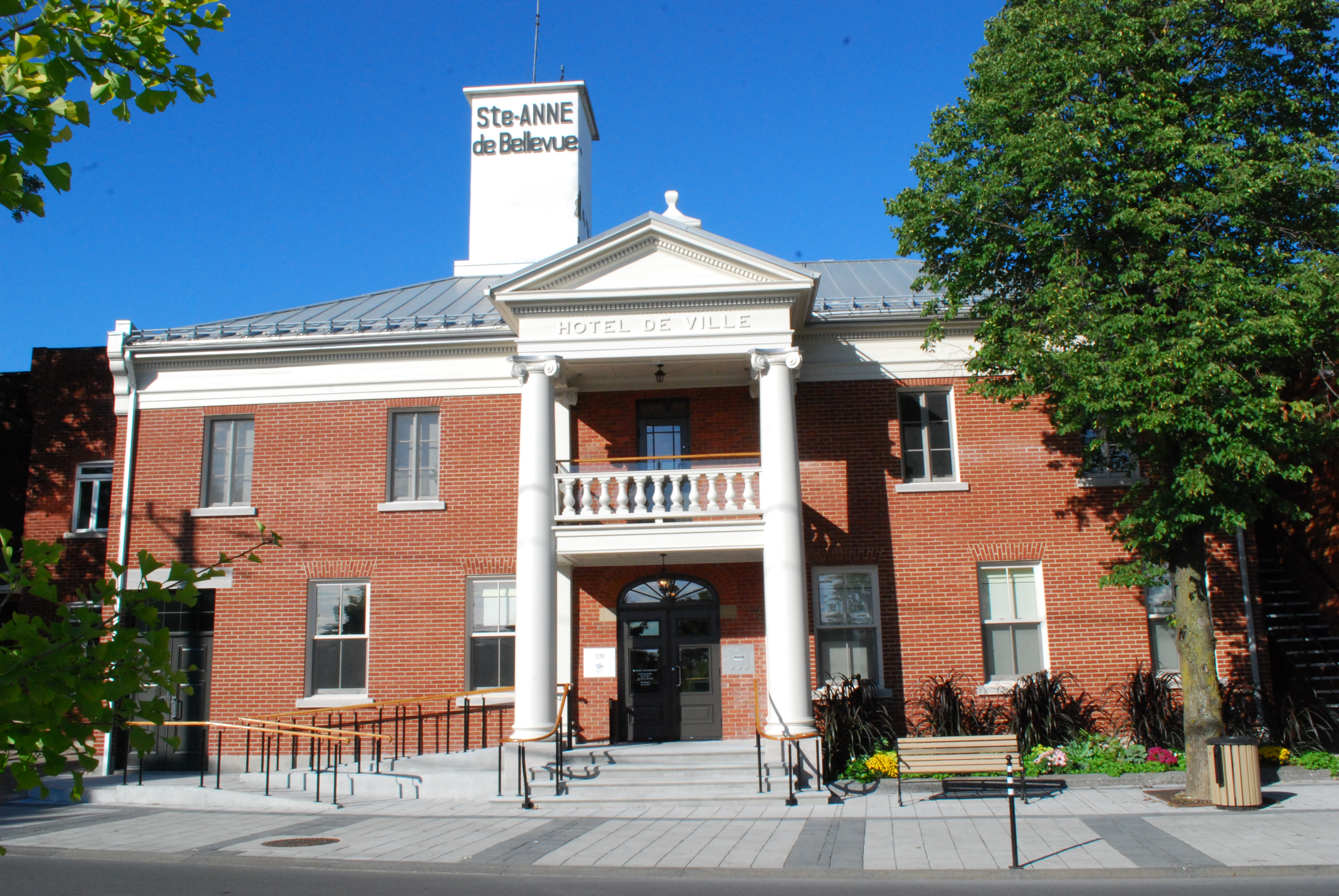
Hôtel de ville en 2014

Le campus Macdonald inclut 2 km2 de terres agricoles, isolant la ville de Sainte-Anne-de-Bellevue de l'étalement de banlieue de sa voisine, la ville de Baie-D'Urfé. On y retrouve le Canal de Sainte-Anne-de-Bellevue, administré par Parcs Canada ainsi que l'Arboretum Morgan. Une rue commerciale importante est la rue Sainte-Anne. C'est aussi là qu'on retrouve le site historique des écluses.
La municipalité est traversée d'ouest en est par l'autoroute du Souvenir (A-20) qui donne sur le pont Galipeault vers l'île Perrot et Dorion et par l'autoroute Félix-Leclerc (A-40) qui donne sur le pont de l'Île-aux-Tourtes vers Vaudreuil-Dorion et Ottawa-Gatineau. La rue Sainte-Anne est une voie collectrice longeant le lac Saint-Louis. Le village de Sainte-Anne-de-Bellevue est directement accessible par l'échangeur 39 de l'A-20. Le chemin des Anciens-Combattants, relie cet échangeur à l'échangeur 41 de l'A-40, pour devenir le chemin Sainte-Marie. La sortie ouest de ce dernier échangeur, fermée depuis mars 2011 à la suite d'une détection de désuétude d'un pont d'étagement construit en 1965, devrait rouvrir à l'automne 2014 à la suite d'une entente entre la municipalité et le ministère des Transports du Québec. Comme le réseau routier collecteur autour du réseau autoroutier relève de la compétences municipale, la reconstruction de la structure est à la charge de la ville de Sainte-Anne-de-Bellevue. Cet axe reliant les deux autoroutes est fortement sollicité par les usagers de l'Ouest-de-l'Île et de Vaudreuil-Soulanges. Une partie de l'échangeur sera réaménagé en carrefour plan pour réduire les coûts.

## Éducation
La Commission scolaire Marguerite-Bourgeoys administre les écoles francophones
- École primaire du Bout-de-l'Isle

La Commission scolaire Lester-B.-Pearson (CSLBP) administre les écoles anglophones.
- École secondaire Macdonald (en)
- L'école primaire Dorset à Baie-D'Urfé servi a la ville[10]

C'est le lieu du campus Macdonald de l'Université McGill et du Collège John Abbott, deux des plus grands établissements d'études supérieures anglophones du Québec.
On y trouve également l'Observatoire radar J.S. Marshall, opéré par McGill, et son radar météorologique qui dessert la région de l'agglomération de Montréal.

## Tourisme
La ville de Sainte-Anne-de-Bellevue est un endroit prisé des touristes et des plaisanciers. Le village patrimonial est animé par de nombreuses activités tout au long de l'été, ainsi que de nombreux restaurants, boutiques et une promenade de bois longeant le canal de Sainte-Anne-de-Bellevue.
Le Canal de Sainte-Anne-de-Bellevue, ouvert en 1843, est l'un des plus visités au Canada par les plaisanciers, du fait de sa situation entre le lac des Deux-Montagnes et le lac Saint-Louis.
Parmi les principaux attraits, on retrouve le Marché Sainte-Anne, le Zoo Ecomuseum, l’Arboretum Morgan, le Musée de l’aviation de Montréal, les croisières Navark, le lieu historique du canal de Sainte-Anne-de-Bellevue, la société d'astronomie de Montréal et la ferme Macdonald.

## Société
Le culte de l'Église unie se fait à l'église Union sur l'avenue Maple. L'ensemble vocal Sainte-Anne Singers se produits dans différentes églises de l'Ouest de Montréal.

## Personnalités liées
Les principales personnalités liées à Sainte-Anne-de-Bellevue sont :
- Alfred Lépine, ancien joueur de hockey professionnel ayant évolué avec les Canadiens de Montréal
- Victor Davis, champion de natation des Jeux olympiques de 1984, mort percuté délibérément par une voiture à Sainte-Anne-de-Bellevue en 1989
- Phil Myre, ancien gardien de but des Canadiens de Montréal, Flames d'Atlanta, Blues de St-Louis, Flyers de Philadelphie, Rockies du Colorado et des Sabres de Buffalo
- Benoit Brunet, ancien joueur de hockey professionnel ayant évolué avec les Canadiens de Montréal et les Sénateurs d'Ottawa
- François Legault, chef du parti politique Coalition avenir Québec et premier ministre du Québec
- Erika Nadine White, poétesse et cofondatrice de Broken Rules Press[14]
- Louise Armaindo, athlète, trapéziste, marcheuse d'endurance et cycliste professionnelle